# مکتب باربیزون

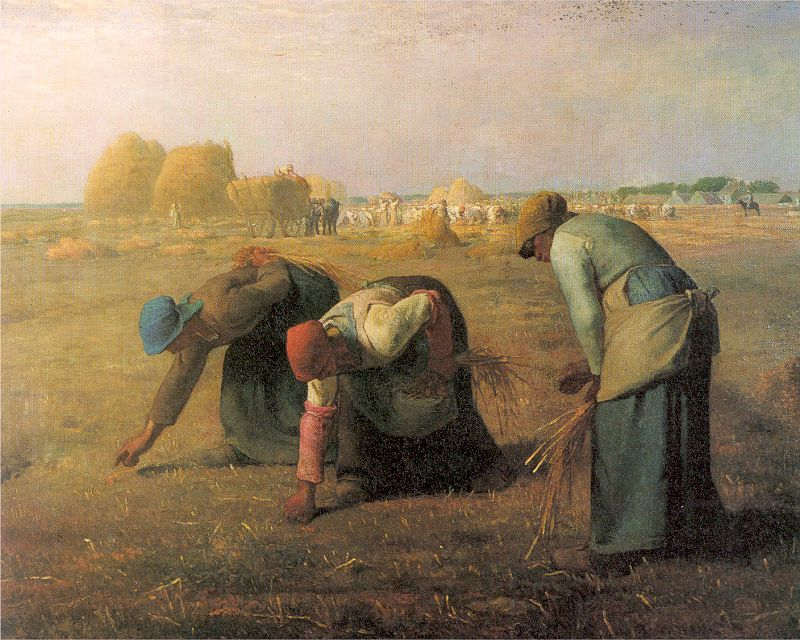
خوشه‌چینان اثر ژان فرانسوا میله، ۱۸۵۷. موزه لوور، پاریس.

مکتب باربیزون (به فرانسوی: École de Barbizon) یک مکتب نقاشی فرانسوی بود که به رهبری تئودور روسو در اواخر دهه 1840 پدید آمد. مکتب باربیزون بخشی از جنبش طبیعت‌گرایی است. باربیزون سهم بارزی در به پدید آوردن واقع‌گرایی در نقاشی منظره فرانسوی داشت. با اینکه پیروان این مکتب تحت تاثیر جستجوی جنبش رمانتیک برای آرامش در طبیعت بودند، اما همان‌قدر از شباهت سازی نمایشی منظره‌های رمانتیک پرهیز می‌کردند که از سنت‌های کلاسیک و آکادمیکی که از منظره تنها به‌عنوان پشت‌صحنه‌ای برای داستان‌های تاریخی یا حکیمانه استفاده می‌شد نیز پرهیز می‌کردند.

## نگارخانه

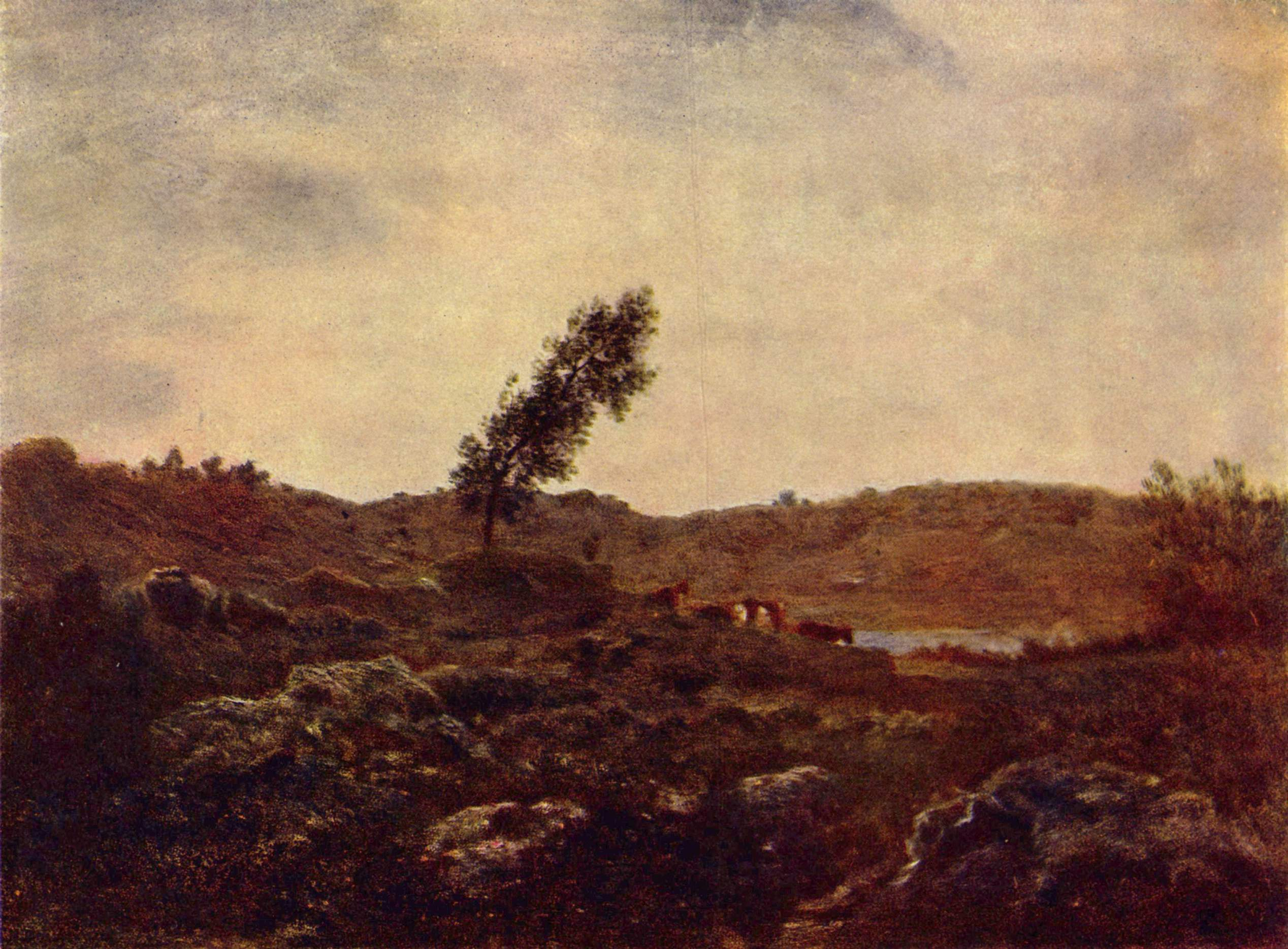
کار تئودور روسو، موزه پوشکین، مسکو
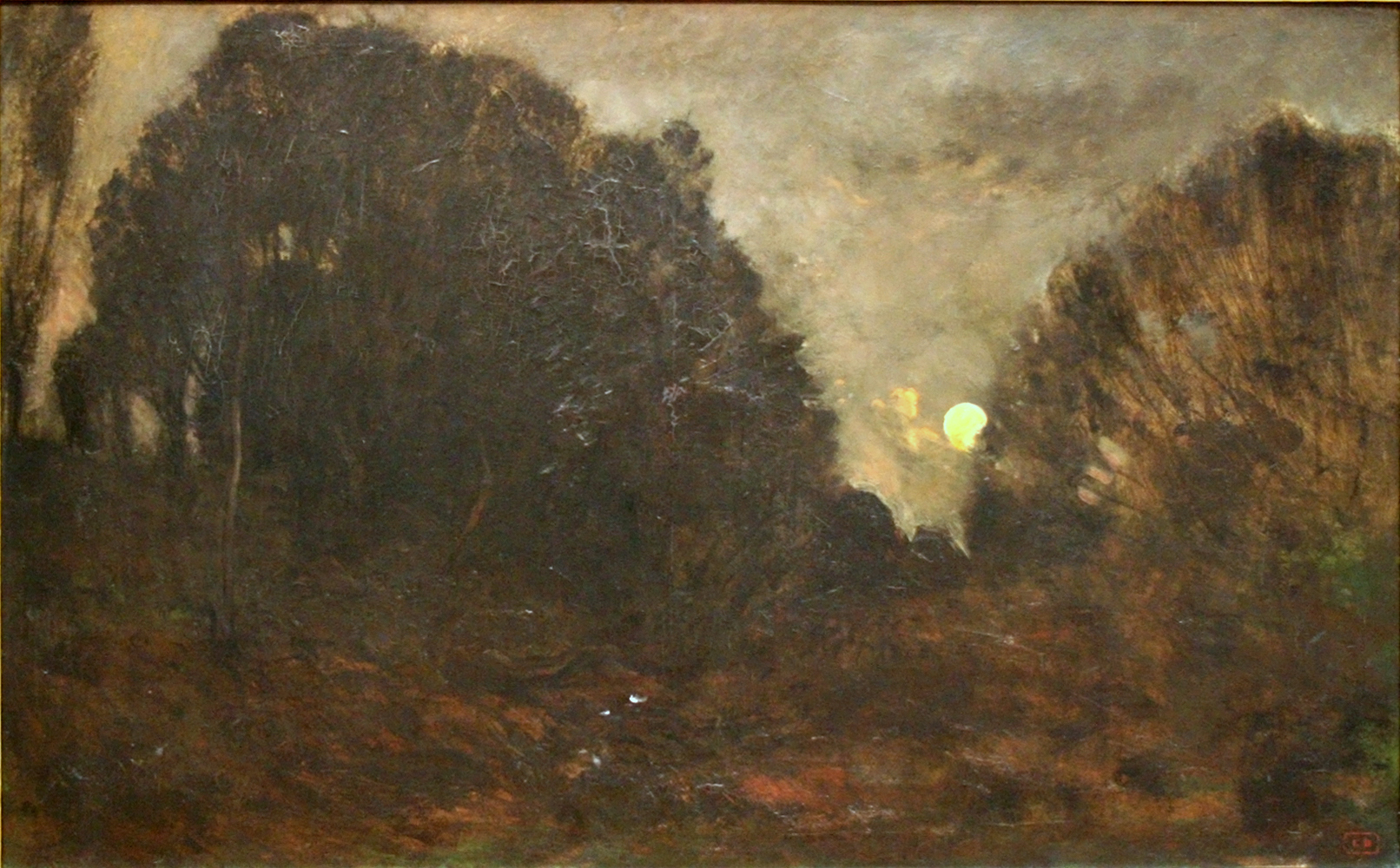
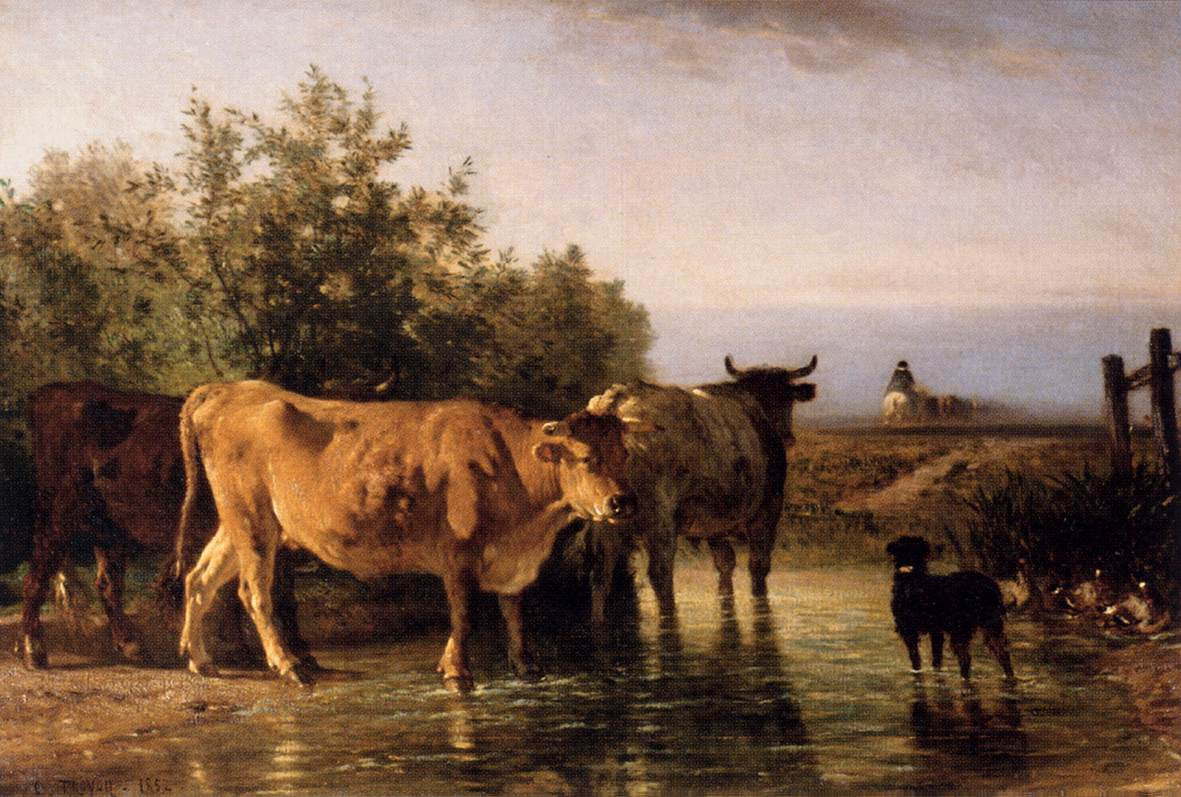
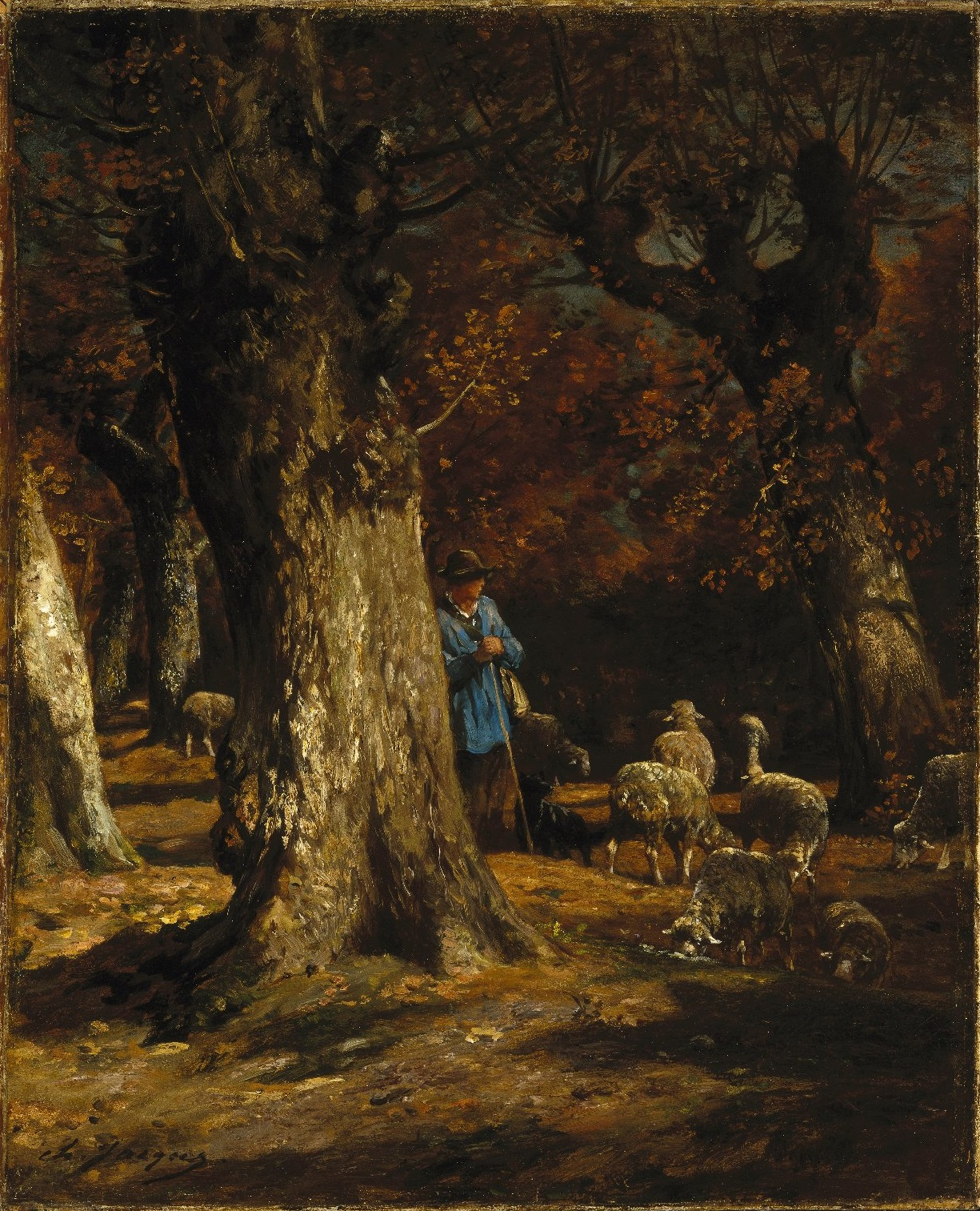
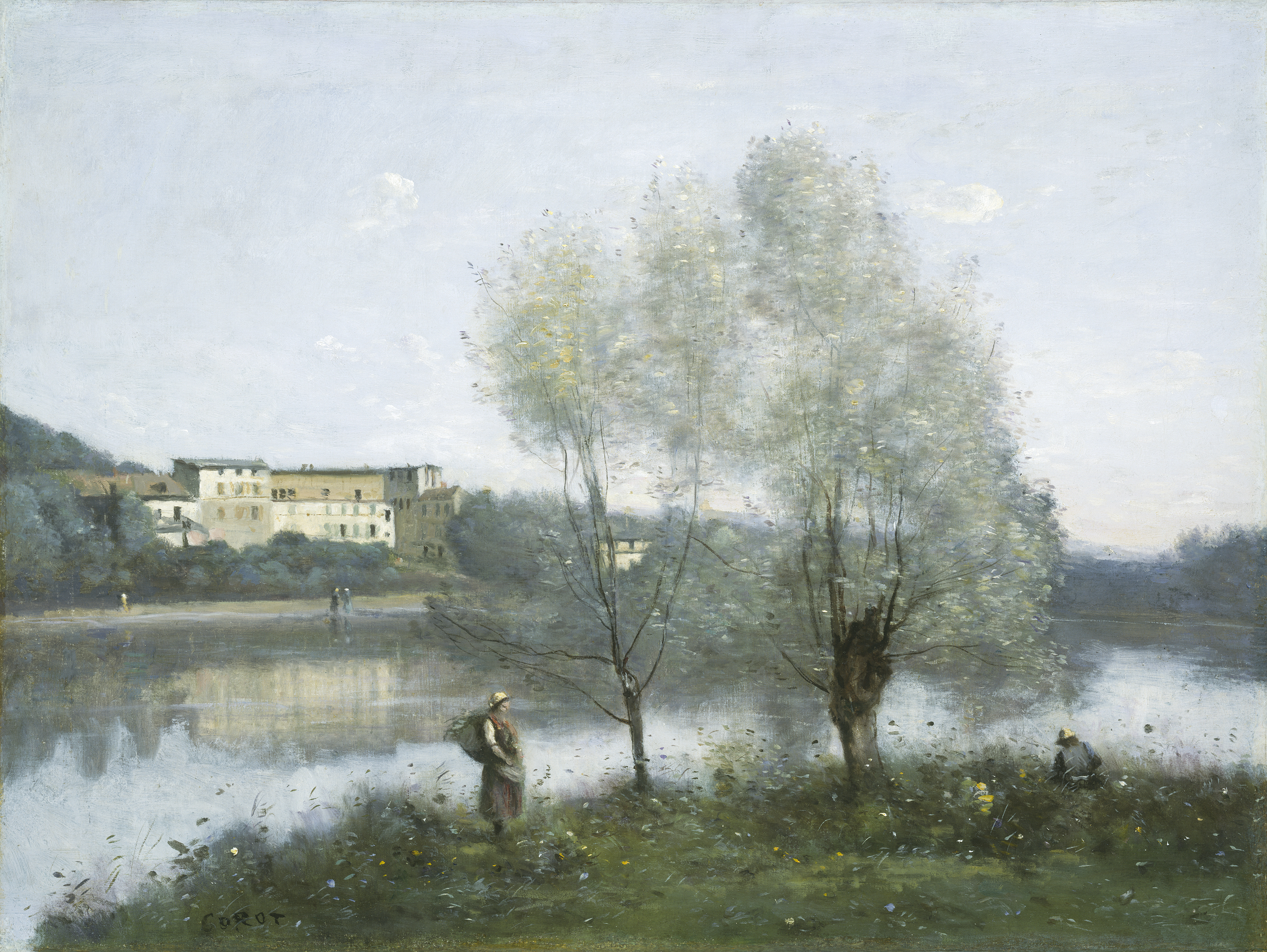
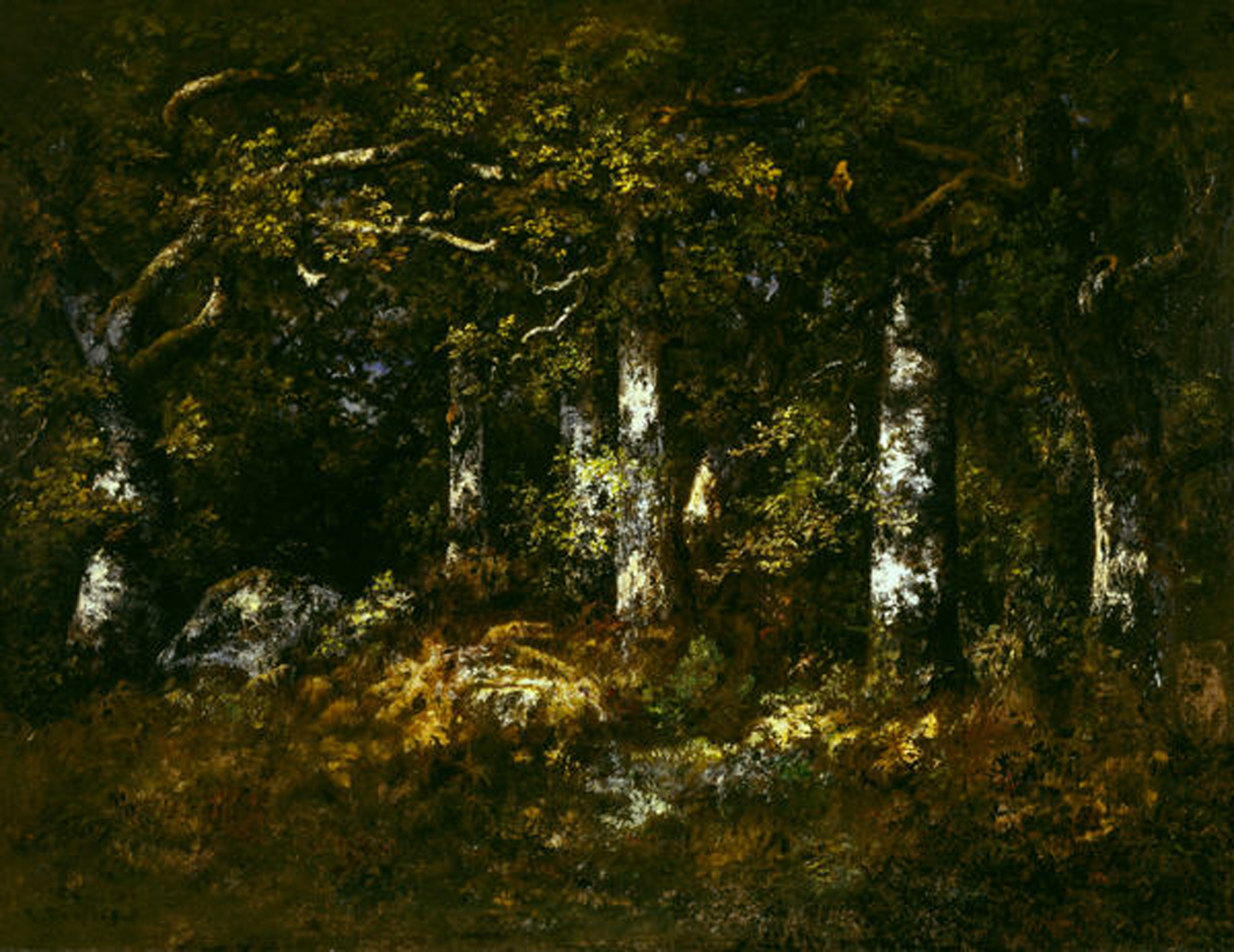
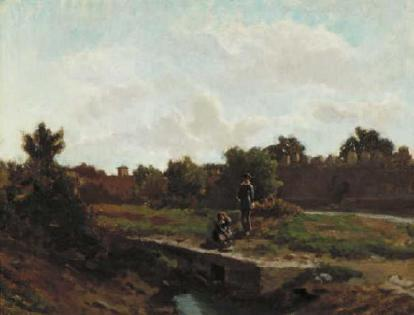